# 特里·哈里斯
特里·哈里斯（英語：Terry Harris，1923年7月16日—1980年11月21日），新西兰男子水球运动员。他曾代表新西兰国家队参加1950年大英帝国运动会水球比赛，获得一枚银牌。